# Histoire d'œufs
Pour plus de détails, voir Fiche technique et Distribution.
Histoire d'œufs (Golden Yeggs) est un court métrage d'animation de la série américaine Merrie Melodies réalisé par Friz Freleng, produit par Warner Bros. Cartoons et sorti en 1950. Il met en scène Porky Pig et Daffy Duck terrorisés par un gang de malfaiteurs.

## Titre
« Yegg » est un terme d'argot pour un cambrioleur ou un perceur de coffre-fort. Le même jeu de mots a été utilisé dans le titre du dessin animé Bugs Bunny de 1947, Easter Yeggs.

## Synopsis
Porky découvre dans son poulailler un œuf en or. Cet œuf a été pondu par une oie. Mais comme elle ne veut pas mal finir, elle désigne le canard Daffy comme celui qui l'a pondu. La nouvelle du canard pondeur d'or est diffusée par les journaux. Rocky et son gang de malfaiteurs en ont vent et décident d'une expédition à la ferme. Ils capturent Daffy, l'amènent dans leur repaire et exigent de lui la production d'œufs. Daffy essaie de gagner du temps, demande un environnement plus propice à la ponte. Rocky et ses acolytes sont obligeants mais ils exigent un œuf et Rocky le menaçe de son revolver.
Daffy tergiverse. Il ne lui reste bientôt plus que cinq minutes pour pondre un œuf sous peine de mort. Le canard essaie alors de s'échapper de diverses façons, mais il est arrêté à chaque occasion. Le temps écoulé, les gangsters constatent que Daffy n'a rien pondu. Rocky tire sur la tête de Daffy et lui déplume le sommet. Daffy découvre alors que sa peur lui a fait pondre un œuf en or !
Daffy est soulagé d'avoir satisfait à la demande de Rocky et pense pouvoir partir librement... jusqu'à ce que Rocky montre au canard une pièce contenant une montagne de boîtes à œufs vides et lui ordonne de les « remplir » ! Daffy gémit (« Oh, ma douleur ! ») et s'évanouit.

## Fiche technique
Sauf indication contraire, les informations mentionnées dans cette section peuvent être confirmées par la base de données cinématographiques IMDb,  présente dans la section « Liens externes ».
- Réalisateur : Friz Freleng
- Scénario : Tedd Pierce
- Montage : Treg Brown
- Compositeur : Carl W. Stalling
- Production : Warner Bros. Cartoons
- Pays de production : États-Unis
- Langue : Anglais
- Genre : Animation, comédie
- Durée : 6 minutes 58 secondes
- Dates de sortie : 
  - États-Unis :  5 août 1950

### Animation
- Gerry Chiniquy : animateur
- Arthur Davis : animateur
- Virgil Ross :	animateur
- Emery Hawkins (en) : animateur
- Ken Champin : animateur
- Hawley Pratt : mise en place
- Paul Julian (en) : décor
- Steve Milman : superviseur de l'animation (non crédité)

## Distribution

### Voix originales
Sauf indication contraire, les informations mentionnées dans cette section peuvent être confirmées par la base de données cinématographiques IMDb,  présente dans la section « Liens externes ».
- Mel Blanc : Porky Pig, Daffy Duck, Rocky le Gangster, Nick, l'employé de l'hôtel, les poules, l'oie

### Voix françaises
- Michel Mella : Porky Pig
- Patrick Guillemin : Daffy Duck
- Michel Vigné : Rocky le Gangster
- Jean-Michel Farcy : Nick
- Bernard Métraux : narration en voix-off

## Censure
- Sur la chaîne américaine ABC, la partie où Rocky tire dans la tête de Daffy après que Daffy n'a pu pondre un œuf d'or a été remplacée par un plan répété des hommes de Rocky assis, jouant aux cartes et lisant des magazines. Cette modification existe également dans le film Le Monde fou, fou, fou de Bugs Bunny (The Looney Looney Looney Bugs Bunny Movie, 1981) de Friz Freleng. La version Nickelodeon retouche la même partie, mais utilise à la place un plan en fermeture d'iris pour couvrir la scène incriminée, puis une ouverture d'iris pour reprendre le dessin animé.
- La version de CBS supprime la séquence qui suit celle de Porky refusant de vendre Daffy aux gangsters. Celle-ci montre Porky étalé dans un abreuvoir avec une pelle brisée sur la tête et de nombreuses allumettes entre ses sabots. Ironiquement, La version censurée laisse le sort de Porky inconnu, faisant craindre le pire pour lui, alors que ce n'est pas le cas avec la version non censurée.